# .am
.am je internetová národní doména nejvyššího řádu pro Arménii.

## Některá omezení
Registraci provozuje ISOC-AM, lokální pobočka Internet Society.
Regulační poznámky:
1. Kdokoliv na světě může zaregistrovat domény .am, .com.am, .net.am a .org.am za poplatek.
2. Každá doména podléhá schválení. Schválení trvá 2 až 3 dny.
3. Arménské zákony zakazují používání obscénních názvů pro domény a jejich použití na erotických serverech nebo teroristických sítích.

## Použití pro hack domény
Doména .am ccTLD má značnou popularitu co se doménových hacků týče, hlavně díky spojitosti s AM rádiem (podobně jako .fm a .tv ccTLD) a anglických slov končících na „am“ - např. mobilní sociální síť Instagram používá arménskou doménu - instagr.am . Americký hudební umělec a producent Will.I.Am používá doménu pro svůj web. Finanční společnost J.P. Morgan také používá .am doménu pro „hodnotící managment“ („Assessment Management“).